# سینت آنا (ویسکانسین)
سینت آنا (به انگلیسی: St. Anna) یک منطقهٔ مسکونی در ایالات متحده آمریکا است که در شهرستان کالومت، ویسکانسین واقع شده‌است. سینت آنا ۲۹۲٫۰ متر بالاتر از سطح دریا واقع شده‌است.